# Cynodontium debile
Cynodontium debile là một loài rêu trong họ Dicranaceae. Loài này được Hook. & Wilson A. Jaeger mô tả khoa học đầu tiên năm 1872.